# Kamen
Kamen è una città di 42 544 abitanti della Renania Settentrionale-Vestfalia, in Germania.
Appartiene al circondario (Kreis) di Unna (targa UN).
Selm si fregia del titolo di "Media città di circondario" (Mittlere kreisangehörige Stadt).